# Macrobrachium surinamicum
Macrobrachium surinamicum är en kräftdjursart som beskrevs av Lipke Bijdeley Holthuis 1948. Macrobrachium surinamicum ingår i släktet Macrobrachium och familjen Palaemonidae. Inga underarter finns listade i Catalogue of Life.